# Bahnstrecke Lyon-Saint-Paul–Montbrison
| Kopfbahnhof Lyon-Saint-Paul, März 2019 |                      |                                                                         |                                                                     |
| |                      |                                                                         |                                                                     |
| Streckennummer (SNCF): | 782 000              |                                                                         |                                                                     |
| Kursbuchstrecke (SNCF): | 97                   |                                                                         |                                                                     |
| Streckenlänge: | 74 km                |                                                                         |                                                                     |
| Spurweite: | 1435 mm (Normalspur) |                                                                         |                                                                     |
| Maximale Neigung: | 18 ‰                 |                                                                         |                                                                     |
| Streckengeschwindigkeit: | 80–140 km/h          |                                                                         |                                                                     |
| Zweigleisigkeit: | ja                   |                                                                         |                                                                     |
| |                      |                                                                         |                                                                     |
| \| \| 0,0 \| Lyon-Saint-Paul \| 176 m \| \| \| 0,2 \| Tunnel de Loyasse (1421 m) \| Tunnel de Loyasse (1421 m) \| \| \| \| Lyon-Gorge-de-Loup (Ligne D Metro Lyon) \| \| \| \| 1,8 \| Lyon-Gorge-de-Loup \| 187 m \| \| \| 2,1 \| Bahnstrecke Paris–Marseille \| Bahnstrecke Paris–Marseille \| \| \| 2,4 \| A 6 \| A 6 \| \| \| 2,7 \| Tunnel des deux-Amants (310 m) \| Tunnel des deux-Amants (310 m) \| \| \| 3,9 \| Écully-La-Demi-Lune \| 212 m \| \| \| \| Fourvière Ouest-Lyonnais nach La-Demi-Lune (1 m) \| \| \| \| ~4,6 \| N 7 (Route de Paris) \| N 7 (Route de Paris) \| \| \| 5,0 \| Bahnstrecke Paray-le-Monial–Givors-Canal von Givors-Canal \| Bahnstrecke Paray-le-Monial–Givors-Canal von Givors-Canal \| \| \| 5,7 \| Tassin \| 228 m \| \| \| \| Bahnstrecke Paray-le-Monial–Givors-Canal nach Paray-le-Monial \| \| \| \| 6,9 \| Le Méridien \| Le Méridien \| \| \| 7,4 \| Le Méridien \| 221 m \| \| \| 8,7 \| Charbonnières-les-Bains \| 233 m \| \| \| 9,5 \| Casino-Lacroix-Laval \| 240 m \| \| \| 11,2 \| La Tour-de-Salvagny \| 267 m \| \| \| 14,6 \| Lentilly-Charpenay \| Lentilly-Charpenay \| \| \| 16,0 \| Lentilly \| 302 m \| \| \| 16,8 \| Viaduc de Buvet (149 m) \| Viaduc de Buvet (149 m) \| \| \| 18,7 \| Fleurieux-sur-l’Arbresle \| 284 m \| \| \| ~21,7 \| N 7 \| N 7 \| \| \| 22,0 \| Tunnel du Cornu (158 m) \| Tunnel du Cornu (158 m) \| \| \| \| Bahnstrecke Le Coteau–Saint-Germain-au-Mont-d’Or von Lozanne \| \| \| \| 480,1 \| N 7 (43 m) \| N 7 (43 m) \| \| \| 479,7 \| Tunnels du Cornu (210 und 158 m) \| Tunnels du Cornu (210 und 158 m) \| \| \| 22,7 \| L’Arbresle \| 231 m \| \| \| \| Bahnstrecke Le Coteau–Saint-Germain-au-Mont-d’Or n. Roanne \| \| \| \| 25,5 \| Sain-Bel \| 243 m \| \| \| 27,5 \| Brévenne (21 m) \| Brévenne (21 m) \| \| \| 30,2 \| Bessenay \| 273 m \| \| \| 31,6 \| Brévenne (24 m) \| Brévenne (24 m) \| \| \| 33,7 \| Courzieu-Brussieu \| 310 m \| \| \| 36,1 \| Viaduc de Montromand (58 m) \| Viaduc de Montromand (58 m) \| \| \| 36,4 \| Brévenne (Viaduc du Jubin, 56 m) \| Brévenne (Viaduc du Jubin, 56 m) \| \| \| 36,9 \| Brévenne (Viaduc de Vercherin, 209 m) \| Brévenne (Viaduc de Vercherin, 209 m) \| \| \| 37,1 \| Tunnel de Baudier (29 m) \| Tunnel de Baudier (29 m) \| \| \| 37,3 \| Brévenne (Viaduc d’Esthieux, 135 m) \| Brévenne (Viaduc d’Esthieux, 135 m) \| \| \| \| \| \| \| \| 37,4 \| Brévenne (Viaduc de Pierrecole n°1, 67 m) \| Brévenne (Viaduc de Pierrecole n°1, 67 m) \| \| \| 37,5 \| Tunnel de Pierrecole (129 m) \| Tunnel de Pierrecole (129 m) \| \| \| 37,7 \| Brévenne (Viaduc de Pierrecole n°2, 67 m) \| Brévenne (Viaduc de Pierrecole n°2, 67 m) \| \| \| 39,9 \| Brévenne (11 m) \| Brévenne (11 m) \| \| \| 42,1 \| Sainte-Foy-l’Argentière \| 424 m \| \| \| 42,3 \| Streckenende \| Streckenende \| \| \| 49,6 \| Meys \| 476 m \| \| \| ~50,4 \| Département Rhône / Loire \| Département Rhône / Loire \| \| \| 51,8 \| Tunnel de Viricelles (625 m) \| Tunnel de Viricelles (625 m) \| \| \| \| Tramway VCS von Saint-Symphorien-sur-Coise \| \| \| \| 52,6 \| Viricelles-Chazelles-sur-Lyon \| 524 m \| \| \| 58,5 \| Tunnel de Raffy (100 m) \| Tunnel de Raffy (100 m) \| \| \| \| Carrières de la Loire \| \| \| \| 59,5 \| Bellegarde-en-Forez \| 391 m \| \| \| \| Neues Industrieanschlussgleis \| \| \| \| 63,2 \| Montrond-les-Bains u. Bahnstrecke Moret–Lyon-Perrache \| Montrond-les-Bains u. Bahnstrecke Moret–Lyon-Perrache \| \| \| \| Abzw. Racc. de Montrond-les-Bains \| \| \| \| ~64,4 \| D 1082 (ehem. N 82) \| D 1082 (ehem. N 82) \| \| \| 65,0 \| Loire (140 m) \| Loire (140 m) \| \| \| 66,6 \| Boisset-Le Cerizet \| 346 m \| \| \| ~67,8 \| A 72 \| A 72 \| \| \| 72,0 \| Grézieux-le-Fromental \| 375 m \| \| \| \| \| \| \| \| \| Bahnstrecke Clermont-Ferrand–Saint-Just-sur-Loire von Saint-Étienne \| \| \| \| \| \| \| \| \| 77,9111,6 \| Montbrison \| 392 m \| \| \| \| \| \| \| \| \| Bahnstrecke Clermont-Ferrand–Saint-Just-sur-Loire nach Clermont-Ferrand \| \| |                      |                                                                         |                                                                     |
| Kopfbahnhof Streckenanfang | 0,0                  | Lyon-Saint-Paul                                                         | 176 m                                                               |
| Tunnel | 0,2                  | Tunnel de Loyasse (1421 m)                                              | Tunnel de Loyasse (1421 m)                                          |
| U-Bahn-Haltepunkt / Haltestelle quer (im Tunnel) · Kreuzung mit Tunnelstrecke · U-Bahn-Strecke quer (im Tunnel) |                      | Lyon-Gorge-de-Loup (Ligne D Metro Lyon)                                 | Lyon-Gorge-de-Loup (Ligne D Metro Lyon)                             |
| Bahnhof | 1,8                  | Lyon-Gorge-de-Loup                                                      | 187 m                                                               |
| Strecke quer · Kreuzung geradeaus oben und rechts · Strecke quer | 2,1                  | Bahnstrecke Paris–Marseille                                             | Bahnstrecke Paris–Marseille                                         |
| Strecke mit Straßenbrücke | 2,4                  | A 6                                                                     | A 6                                                                 |
| Tunnel | 2,7                  | Tunnel des deux-Amants (310 m)                                          | Tunnel des deux-Amants (310 m)                                      |
| Bahnhof · U-Bahn-Betriebs-/Güterbahnhof Streckenanfang | 3,9                  | Écully-La-Demi-Lune                                                     | 212 m                                                               |
| Strecke · U-Bahn-Strecke nach links (außer Betrieb) |                      | Fourvière Ouest-Lyonnais nach La-Demi-Lune (1 m)                        | Fourvière Ouest-Lyonnais nach La-Demi-Lune (1 m)                    |
| Strecke mit Straßenbrücke | ~4,6                 | N 7 (Route de Paris)                                                    | N 7 (Route de Paris)                                                |
| Abzweig geradeaus, nach links und von links | 5,0                  | Bahnstrecke Paray-le-Monial–Givors-Canal von Givors-Canal               | Bahnstrecke Paray-le-Monial–Givors-Canal von Givors-Canal           |
| Bahnhof | 5,7                  | Tassin                                                                  | 228 m                                                               |
| Abzweig geradeaus und nach rechts |                      | Bahnstrecke Paray-le-Monial–Givors-Canal nach Paray-le-Monial           | Bahnstrecke Paray-le-Monial–Givors-Canal nach Paray-le-Monial       |
| Haltepunkt / Haltestelle | 6,9                  | Le Méridien                                                             | Le Méridien                                                         |
| ehemaliger Haltepunkt / Haltestelle | 7,4                  | Le Méridien                                                             | 221 m                                                               |
| Bahnhof | 8,7                  | Charbonnières-les-Bains                                                 | 233 m                                                               |
| Haltepunkt / Haltestelle | 9,5                  | Casino-Lacroix-Laval                                                    | 240 m                                                               |
| Bahnhof | 11,2                 | La Tour-de-Salvagny                                                     | 267 m                                                               |
| Bahnhof | 14,6                 | Lentilly-Charpenay                                                      | Lentilly-Charpenay                                                  |
| Bahnhof | 16,0                 | Lentilly                                                                | 302 m                                                               |
| Brücke | 16,8                 | Viaduc de Buvet (149 m)                                                 | Viaduc de Buvet (149 m)                                             |
| Bahnhof | 18,7                 | Fleurieux-sur-l’Arbresle                                                | 284 m                                                               |
| Brücke | ~21,7                | N 7                                                                     | N 7                                                                 |
| Tunnel | 22,0                 | Tunnel du Cornu (158 m)                                                 | Tunnel du Cornu (158 m)                                             |
| Strecke quer · Strecke von rechts und von halblinks |                      | Bahnstrecke Le Coteau–Saint-Germain-au-Mont-d’Or von Lozanne            | Bahnstrecke Le Coteau–Saint-Germain-au-Mont-d’Or von Lozanne        |
| Strecke mit Straßenbrücke | 480,1                | N 7 (43 m)                                                              | N 7 (43 m)                                                          |
| Tunnel · Tunnel | 479,7                | Tunnels du Cornu (210 und 158 m)                                        | Tunnels du Cornu (210 und 158 m)                                    |
| Bahnhof | 22,7                 | L’Arbresle                                                              | 231 m                                                               |
| Strecke nach rechts · Strecke |                      | Bahnstrecke Le Coteau–Saint-Germain-au-Mont-d’Or n. Roanne              | Bahnstrecke Le Coteau–Saint-Germain-au-Mont-d’Or n. Roanne          |
| | 25,5                 | Sain-Bel                                                                | 243 m                                                               |
| Brücke über Wasserlauf | 27,5                 | Brévenne (21 m)                                                         | Brévenne (21 m)                                                     |
| ehemaliger Bahnhof | 30,2                 | Bessenay                                                                | 273 m                                                               |
| Brücke über Wasserlauf | 31,6                 | Brévenne (24 m)                                                         | Brévenne (24 m)                                                     |
| Dienststation / Betriebs- oder Güterbahnhof | 33,7                 | Courzieu-Brussieu                                                       | 310 m                                                               |
| Brücke | 36,1                 | Viaduc de Montromand (58 m)                                             | Viaduc de Montromand (58 m)                                         |
| Brücke über Wasserlauf | 36,4                 | Brévenne (Viaduc du Jubin, 56 m)                                        | Brévenne (Viaduc du Jubin, 56 m)                                    |
| Brücke über Wasserlauf | 36,9                 | Brévenne (Viaduc de Vercherin, 209 m)                                   | Brévenne (Viaduc de Vercherin, 209 m)                               |
| Tunnel | 37,1                 | Tunnel de Baudier (29 m)                                                | Tunnel de Baudier (29 m)                                            |
| Strecke unter Wasserlauf Anfang Hochstrecke | 37,3                 | Brévenne (Viaduc d’Esthieux, 135 m)                                     | Brévenne (Viaduc d’Esthieux, 135 m)                                 |
| Strecke unter Wasserlauf Ende Hochstrecke |                      |                                                                         |                                                                     |
| Brücke über Wasserlauf | 37,4                 | Brévenne (Viaduc de Pierrecole n°1, 67 m)                               | Brévenne (Viaduc de Pierrecole n°1, 67 m)                           |
| Tunnel | 37,5                 | Tunnel de Pierrecole (129 m)                                            | Tunnel de Pierrecole (129 m)                                        |
| Brücke über Wasserlauf | 37,7                 | Brévenne (Viaduc de Pierrecole n°2, 67 m)                               | Brévenne (Viaduc de Pierrecole n°2, 67 m)                           |
| Brücke über Wasserlauf | 39,9                 | Brévenne (11 m)                                                         | Brévenne (11 m)                                                     |
| Dienststation / Betriebs- oder Güterbahnhof | 42,1                 | Sainte-Foy-l’Argentière                                                 | 424 m                                                               |
| | 42,3                 | Streckenende                                                            | Streckenende                                                        |
| Bahnhof (Strecke außer Betrieb) | 49,6                 | Meys                                                                    | 476 m                                                               |
| Grenze (Strecke außer Betrieb) | ~50,4                | Département Rhône / Loire                                               | Département Rhône / Loire                                           |
| Tunnel (Strecke außer Betrieb) | 51,8                 | Tunnel de Viricelles (625 m)                                            | Tunnel de Viricelles (625 m)                                        |
| Strecke · U-Bahn-Strecke von links (außer Betrieb) |                      | Tramway VCS von Saint-Symphorien-sur-Coise                              | Tramway VCS von Saint-Symphorien-sur-Coise                          |
| Bahnhof (Strecke außer Betrieb) · U-Bahn-Kopfbahnhof Streckenende | 52,6                 | Viricelles-Chazelles-sur-Lyon                                           | 524 m                                                               |
| Tunnel (Strecke außer Betrieb) | 58,5                 | Tunnel de Raffy (100 m)                                                 | Tunnel de Raffy (100 m)                                             |
| Abzweig ehemals geradeaus und von rechts |                      | Carrières de la Loire                                                   | Carrières de la Loire                                               |
| ehemaliger Bahnhof | 59,5                 | Bellegarde-en-Forez                                                     | 391 m                                                               |
| Abzweig ehemals geradeaus und nach halblinks |                      | Neues Industrieanschlussgleis                                           | Neues Industrieanschlussgleis                                       |
| Strecke quer · Turmbahnhof · Strecke quer und von halblinks · Abzweig quer und von halbrechts | 63,2                 | Montrond-les-Bains u. Bahnstrecke Moret–Lyon-Perrache                   | Montrond-les-Bains u. Bahnstrecke Moret–Lyon-Perrache               |
| Abzweig geradeaus und von halblinks (Strecke außer Betrieb) |                      | Abzw. Racc. de Montrond-les-Bains                                       | Abzw. Racc. de Montrond-les-Bains                                   |
| Bahnübergang (Strecke außer Betrieb) | ~64,4                | D 1082 (ehem. N 82)                                                     | D 1082 (ehem. N 82)                                                 |
| Brücke über Wasserlauf (Strecke außer Betrieb) | 65,0                 | Loire (140 m)                                                           | Loire (140 m)                                                       |
| Bahnhof (Strecke außer Betrieb) | 66,6                 | Boisset-Le Cerizet                                                      | 346 m                                                               |
| | ~67,8                | A 72                                                                    | A 72                                                                |
| Bahnhof (Strecke außer Betrieb) | 72,0                 | Grézieux-le-Fromental                                                   | 375 m                                                               |
| |                      |                                                                         |                                                                     |
| Abzweig ehemals geradeaus und von links |                      | Bahnstrecke Clermont-Ferrand–Saint-Just-sur-Loire von Saint-Étienne     | Bahnstrecke Clermont-Ferrand–Saint-Just-sur-Loire von Saint-Étienne |
| |                      |                                                                         |                                                                     |
| Bahnhof | 77,9111,6            | Montbrison                                                              | 392 m                                                               |
| |                      |                                                                         |                                                                     |
| |                      | Bahnstrecke Clermont-Ferrand–Saint-Just-sur-Loire nach Clermont-Ferrand |                                                                     |

Die Bahnstrecke Lyon-Saint-Paul–Montbrison ist eine ursprünglich 78 km lange, teils elektrifizierte, eingleisige Eisenbahnstrecke der SNCF Réseau in Frankreich, deren verbliebener Teil hauptsächlich auf den Personennahverkehr ausgerichtet ist und eine dichte Folge von Haltepunkten hat. Heute wird als Tram-Train de l’Ouest lyonnais (TramTrain) nur noch das östliche Drittel der Gesamtstrecke bedient. Die Züge sind eng in das Nahverkehrsnetz der Stadt Lyon mit vielen Kreuzungspunkten eingebunden und verkehren im Takt.

## Geschichte

### Erste Pläne
Schon sehr früh in der französischen Eisenbahngeschichte wurden Planungen für eine Verbindung in westliche Richtung von Lyon aus aufgenommen.
1833 wurde die Errichtung einer Eisenbahnlinie auf dem Seitenstreifen einer Départementalstraße zwischen Lyon und Montbrison genehmigt und eine Konzession im Bieterverfahren ausgeschrieben. Die Société du chemin de fer de Montbrison à Montrond war dabei am 31. Januar 1837 erfolgreich und schon 14 Monate später, am 7. März 1838 wurde der Betrieb auf der Strecke aufgenommen. Die Bahngesellschaft konnte sich jedoch wirtschaftlich nicht behaupten, ging 1844 in Konkurs und wurde 1848 liquidiert.
Ein 1855 gegründetes Syndikat von jungen Bahngesellschaften rund um die Chemin de fer Grand-Central de France (Grand-Central) interessierte sich für den Bau und Betrieb einer Eisenbahnstrecke von Montrond nach Montbrison und bewirkte einen Konzessionsvertrag mit dem Ministerium für öffentliche Arbeiten, die am 26. Dezember 1855 unterschrieben wurde. Durch die wirtschaftliche Auflösung des größten Konzessionärs, der Grand-Central und der Gründung der Chemins de fer de Paris à Lyon et à la Méditerranée (PLM) wurden die Pläne nicht weiterverfolgt. Stattdessen war jetzt die Verbindung zwischen Andrézieux und Montbrison, die heute Teil der Bahnstrecke Clermont-Ferrand–Saint-Just-sur-Loire ist, interessanter. Am 19. Juni 1857 wurde eine entsprechende Vereinbarung per Dekret genehmigt.

### Heutige Strecke
Eine entscheidende Rolle für die Entwicklung des Eisenbahnbaus in der Region Lyon spielten die Unternehmer der Familie Mangini. Der Vater Lazare (1802–1869) aus dem Herzogtum Genua, Sohn eines Kesselschmieds und Gießers, war 1829 nach Frankreich eingewandert. Einer seiner beiden Söhne, Felix, heiratete Paula Seguin, deren Vater Marc Seguin ein bedeutender Ingenieur für Stahlkonstruktionen und Dampflokomotiven war. Die Familie war zudem mit den Gebrüdern Montgolfier verwandt. Die Geschäftstätigkeit von Lazare bekam so wichtige neue Impulse und es entstand eine enge Zusammenarbeit mit Seguin. So war Lazare Mangini als Bauunternehmer durch die Fertigstellung des 305 m langen Tunnel de la Mulatière an der allerersten festlandseuropäischen, 58 km langen Bahnstrecke Saint-Étienne–Lyon beteiligt, deren Planung von Seguin initiiert worden war und die 1832 eingeweiht werden konnte.
1868 wurde die Strecke zwischen Lyon-Saint-Paul und Montbrison auch für den Personenverkehr zugelassen. Am 8. Mai 1869 unterzeichneten die Brüder Louis, genannt Lucien (1833–1900), und Félix (1836–1902) beim Minister für öffentliche Arbeiten die Konzessionsvereinbarung und nach Gründung der Compagnie des Dombes am 28. Februar 1872 deren Übertragung. Die beiden Brüder übernahmen nach dem Tod des Vaters 1870 das Unternehmen, das daraufhin von Lazare Mangini et fils in Compagnie des Dombes et des chemins de Fer du Sud-Est umfirmierte. Die Gesellschaft betrieb zeitweise ein 428 km langes Streckennetz.
| Abschnitt                     | Datum     |
| ----------------------------- | --------- |
| Grézieux-le-F.–Montbrison     | um 1941   |
| Boisset-le-C.–Grézieux-le-F.  | bis 1945  |
| Sainte-Foy-l’Argentière–Meys  | 1.12.1950 |
| Meys–Viricelles-Chazelles     | 1.12.1952 |
| Viricelles-Chazelles–Montrond | 3.4.1972  |
| Montrond–Boisset-le-Cerizet   | um 1990   |

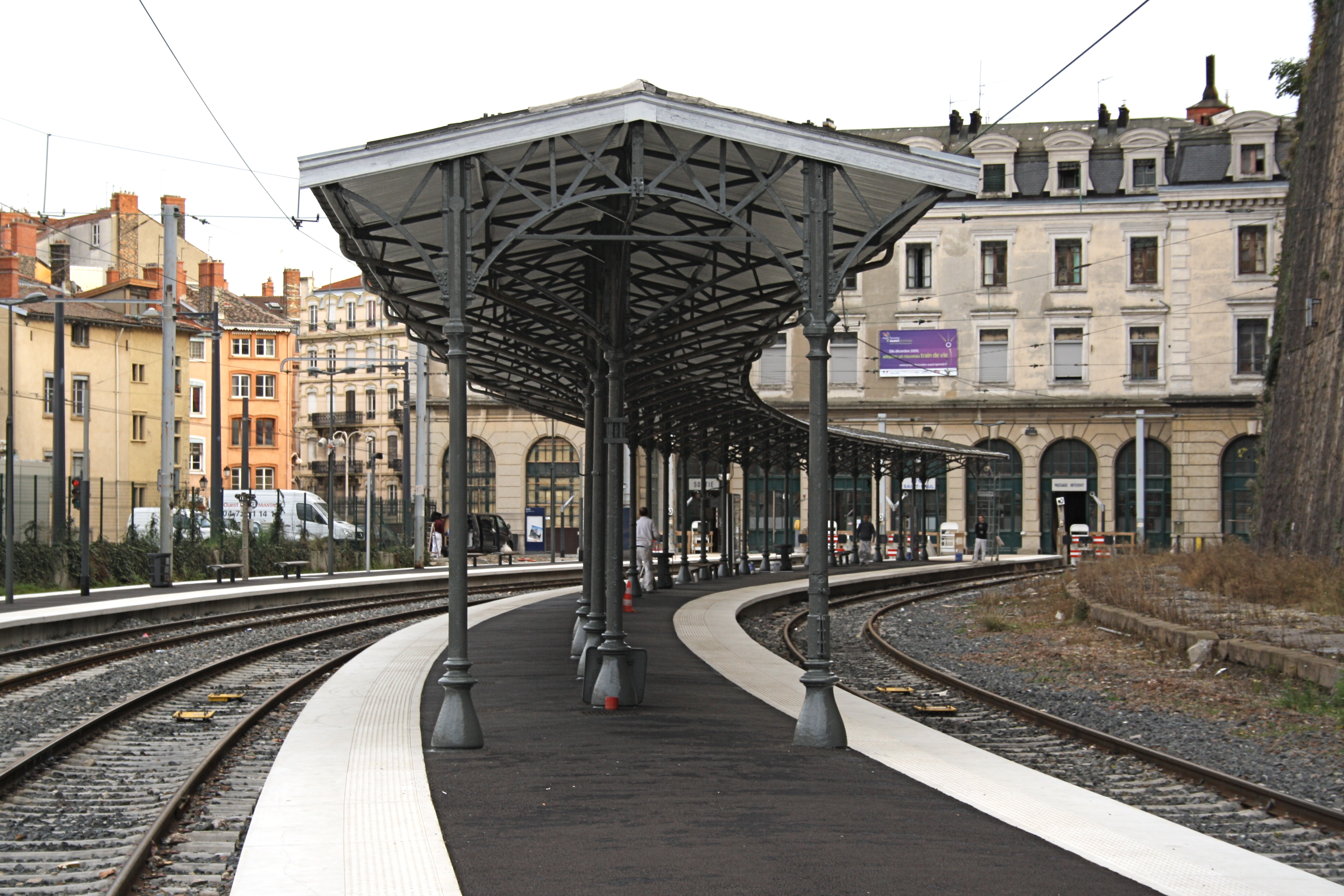
Bahnhof Lyon-Saint-Paul (2009)

Die Eröffnung der Strecke erfolgte in den Jahren 1873 und 1876: Zunächst wurde vom Bahnhof L’Arbresle, wo seit 1866 die Bahnstrecke Le Coteau–Saint-Germain-au-Mont-d’Or verkehrte, der knapp drei Kilometer lange Teil bis Sain-Bel gebaut. Am 17. Januar 1876 wurden dann sowohl der Abschnitt Montrond-les-Bains–Sain-Bel als auch L’Arbresle–Lyon-St-Paul in Betrieb genommen. 1883 endete die Geschäftstätigkeit auf dieser Strecke. Eine Vereinbarung mit der PLM gewährleistete die Übernahme der Infrastruktur.
Nach der Verstaatlichung aller Eisenbahnen in Frankreich schloss die SNCF den Personenverkehr noch im gleichen Jahr. Am 7. November endete auf dem westlichen Abschnitt Montbrison–Sainte-Foy-l’Argentière der planmäßige Reiseverkehr, am 6. September 1955 auf dem Abschnitt zwischen Sainte-Foy-l’Argentière und L’Arbresle. Auf den drei Kilometern zwischen L’Arbresle und Sain-Bel wurde der Personenverkehr jedoch im September 1991 wieder aufgenommen.
Der Güterverkehr verlor ebenfalls seine Bedeutung, wurde unrentabel und ebenfalls eingestellt (Daten s. Tabelle). Die Entwidmung der Strecke erfolgte zwischen 1941 und 1973 ebenfalls in mehreren Abschnitten.